# Adam Nemec
Adam Nemec (Banská Bystrica, 2 de setembre de 1985) és un futbolista eslovac que juga en la demarcació de davanter pel FC Voluntari.

## Internacional
Va debutar amb la selecció de futbol d'Eslovàquia el 10 de desembre de 2006 en un partit amistós contra els Unió dels Emirats Àrabs. Després de cinc anys sense tornar a jugar amb la selecció va tornar per disputar una altra trobada, amistós, contra Luxemburg. Posteriorment, en 2013, va disputar la fase de classificació per a la Copa Mundial de Futbol de 2014 i classificació per l'Eurocopa 2016.

### Gols internacionals
| # | Data                   | Estadi                                          | Oponent   | Gol | Resultat | Competició                        |
| - | ---------------------- | ----------------------------------------------- | --------- | --- | -------- | --------------------------------- |
| 1 | 4 de setembre de 2014  | Štadión pod Dubňom, Žilina, Eslovàquia          | Malta     | 1–0 | 1–0      | Amistós                           |
| 2 | 15 de novembre de 2014 | Estadi Filip II de Macedònia, Skopje, Macedònia | Macedònia | 0-2 | 0–2      | Classificació per l'Eurocopa 2016 |
| 3 | 27 de març de 2015     | Štadión pod Dubňom, Žilina, Eslovàquia          | Luxemburg | 1–0 | 3-0      | Classificació per l'Eurocopa 2016 |
| 4 | 12 d'octubre de 2015   | Estadi Josy Barthel, Luxemburg, Luxemburg       | Luxemburg | 0-2 | 2-4      | Classificació per l'Eurocopa 2016 |

## Clubs
| Club                 | País          | Any         | Partits | Gols |
| -------------------- | ------------- | ----------- | ------- | ---- |
| MFK Dubnica          | Eslovàquia    | 2002 - 2004 | 19      | 8    |
| MSK Žilina           | Eslovàquia    | 2004 - 2007 | 74      | 25   |
| FC Erzgebirge Aue    | Alemanya      | 2007 - 2008 | 29      | 10   |
| KRC Genk             | Bèlgica       | 2008 - 2009 | 25      | 7    |
| 1. FC Kaiserslautern | Alemanya      | 2009 - 2011 | 68      | 11   |
| FC Ingolstadt 04     | Alemanya      | 2012        | 15      | 2    |
| 1. FC Union Berlin   | Alemanya      | 2012 - 2015 | 64      | 14   |
| New York City FC     | Estats Units  | 2015        | 9       | 0    |
| Willem II            | Països Baixos | 2015 -      | 13      | 0    |

## Palmarès

### Campionats estatals
| Títol                  | Club                 | País       | Any  |
| ---------------------- | -------------------- | ---------- | ---- |
| Superliga d'Eslovàquia | MSK Žilina           | Eslovàquia | 2007 |
| Supercopa d'Eslovàquia | MSK Žilina           | Eslovàquia | 2007 |
| Copa de Bèlgica        | KRC Genk             | Bèlgica    | 2009 |
| 2. Bundesliga          | 1. FC Kaiserslautern | Alemanya   | 2010 |